# Jella Haase

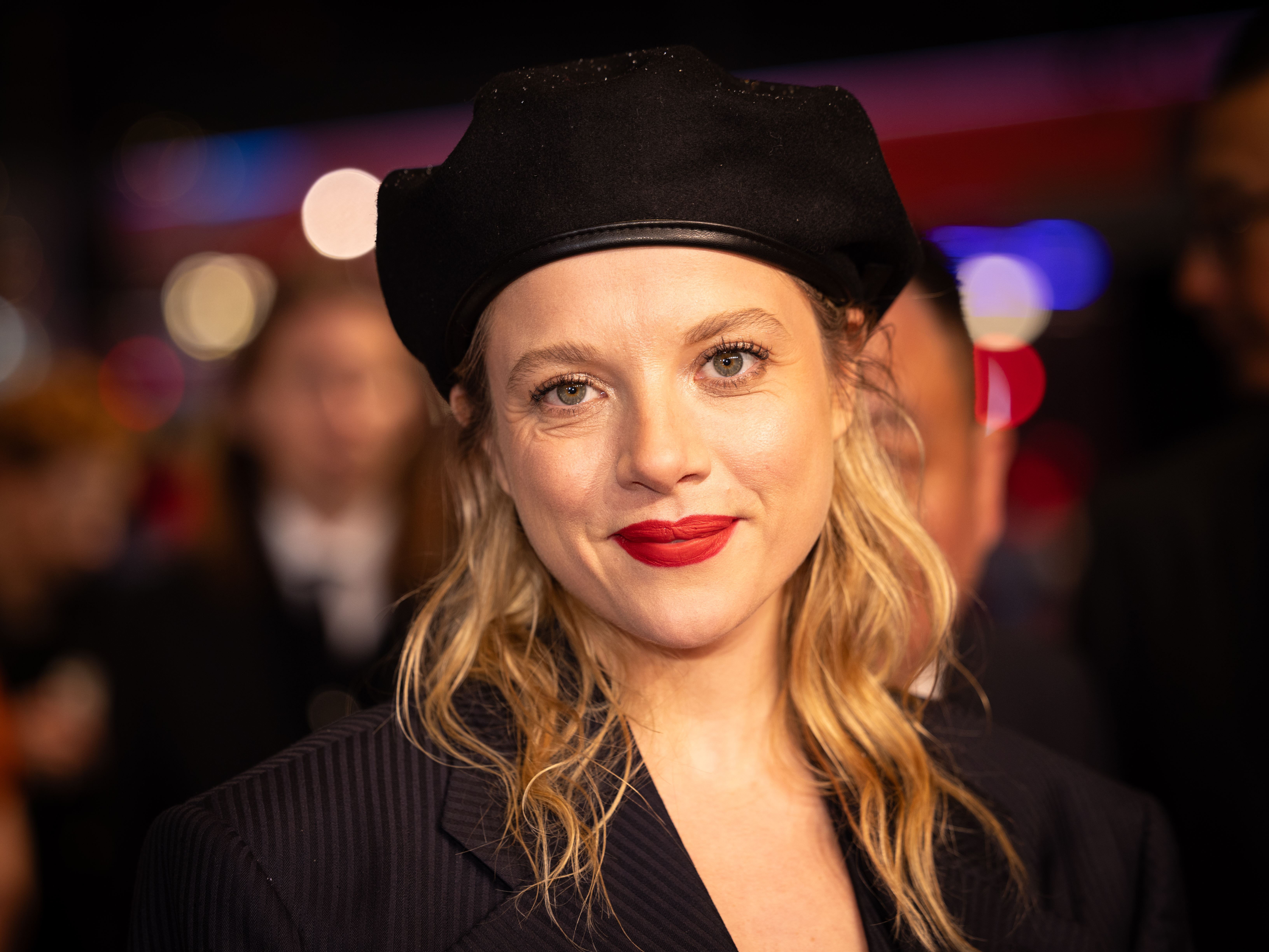
Jella Haase auf der Berlinale 2025

Jella Haase (* 26. Oktober 1992 in Berlin) ist eine deutsche Schauspielerin. Im Jahr 2011 wurde sie mit dem Bayerischen Filmpreis als Beste Nachwuchsdarstellerin ausgezeichnet. Der Durchbruch gelang ihr 2013 als Chantal in Fack ju Göhte. Für ihre Nebenrolle in Lieber Thomas (2021) gewann sie den Deutschen Filmpreis. Für ihre Hauptrolle in Kleo (2022) gewann sie den Deutschen Fernsehpreis 2023.

## Leben und Werdegang
Jella Haase wurde als Tochter eines Technikers und einer Zahnärztin in Berlin-Kreuzberg geboren, wo sie auch aufwuchs. Sie machte 2013 ihr Abitur. Eine Schauspielschule besuchte sie nicht. Jella Haase begann als Kind mit dem Theaterspiel. 2009 stand sie für ihren ersten Kurzfilm Der letzte Rest vor der Kamera, ihre erste Hauptrolle spielte sie im Fernsehfilm Mama kommt! Es folgten weitere Fernsehproduktionen, darunter zwei Auftritte in Polizeiruf 110. 2010 war sie in sechs Folgen des transmedialen Projekts Alpha 0.7 – Der Feind in dir des SWR zu sehen.
2011 war sie in Männerherzen … und die ganz ganz große Liebe (Drehbuch und Regie: Simon Verhoeven) zum ersten Mal im Kino zu sehen. Im selben Jahr übernahm sie eine tragende Rolle in David Wnendts Neonazi-Milieustudie Kriegerin. Für diese Darstellung und ihre Rolle im ebenfalls 2011 veröffentlichten Lollipop Monster erhielt sie beim Bayerischen Filmpreis 2011 den Preis als Beste Nachwuchsdarstellerin. Anfang 2013 wurde der Tatort Puppenspieler ausgestrahlt, in dem sie eine minderjährige Prostituierte darstellt, die sich beim Sex mit einem Richter filmen lässt und diesen dann mit dem Video erpressen will. Sie erhielt dafür im Juni 2013 den Günter-Strack-Fernsehpreis als beste Schauspielerin.

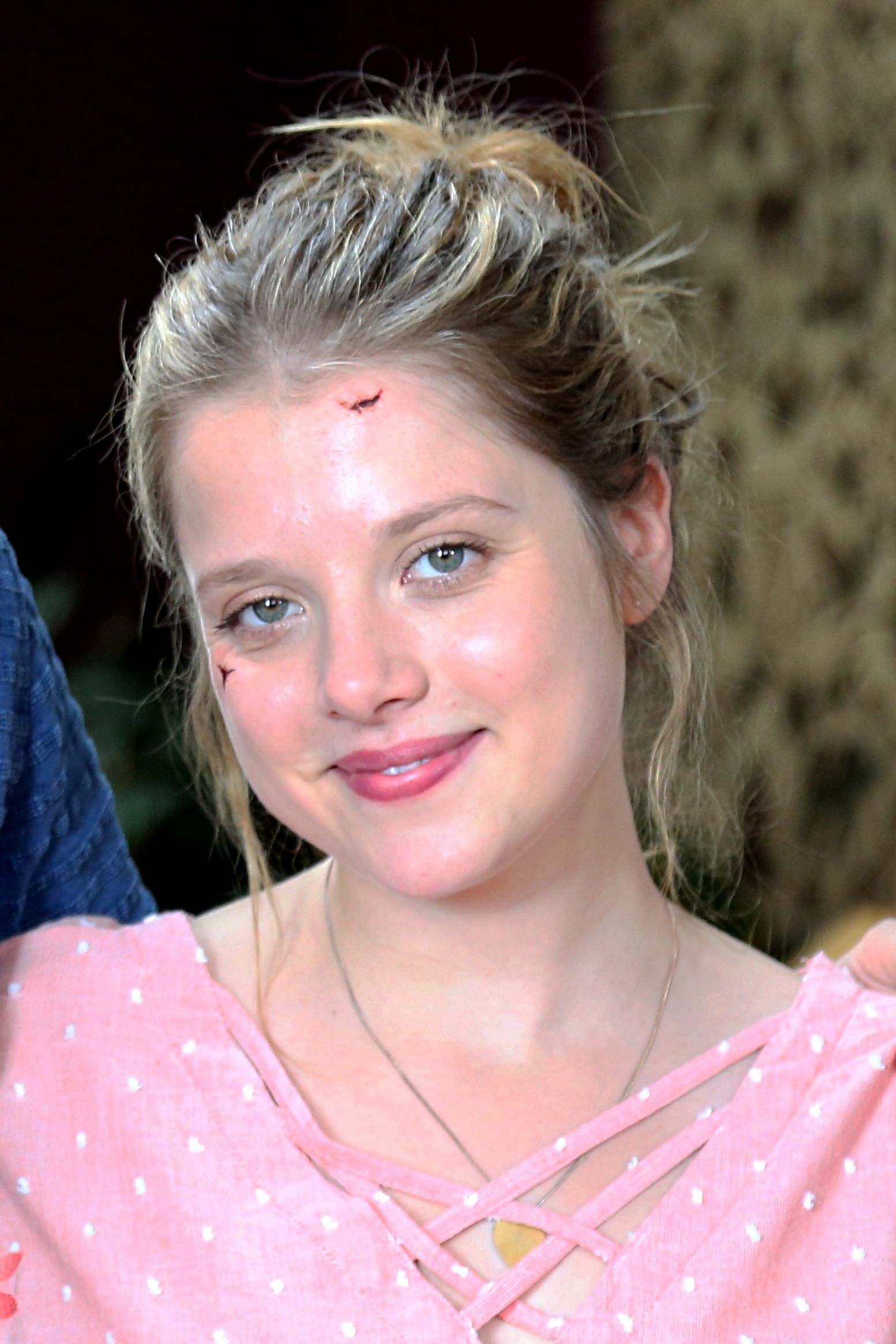
Jella Haase, 2017

In der Kinokomödie Fack ju Göhte, dem besucherstärksten deutschen Film des Jahres 2014, war Haase als Schülerin Chantal zu sehen. Für diese Leistung wurde sie für den Deutschen Filmpreis für die Beste weibliche Nebenrolle nominiert. Den Part der Chantal übernahm sie ebenso in den Fortsetzungen Fack ju Göhte 2 (2015), Fack ju Göhte 3 (2017) und Chantal im Märchenland (2024). Für den zweiten Teil gewann sie gemeinsam mit Lena Klenke und Gizem Emre den Bayerischen Filmpreis sowie den Filmpreis Jupiter. Darüber hinaus wurde Haase bei der Berlinale 2016 als deutscher Shooting Star geehrt. Im selben Jahr übernahm sie im Tatort Auf einen Schlag (2016) die Rolle der Polizeianwärterin Maria Mohr.
In den Jahren 2019 bis 2021 gehörte sie dem Ensemble der Volksbühne Berlin an.
Für ihre Darstellung der Edelprostituierten Mieze in Burhan Qurbanis Spielfilm Berlin Alexanderplatz erhielt Haase 2020 eine Nominierung für den Deutschen Filmpreis für die Beste weibliche Nebenrolle. 2020 spielte sie die Hauptrolle in dem Kinderfilm Paule und das Krippenspiel von Karola Hattop. Bei der Berlinale 2021 wurde sie in die internationale Kinder- und Jugendfilmjury der Sektion Generation berufen. Im selben Jahr folgte die Nebenrolle der Katarina in Andreas Kleinerts Filmbiografie Lieber Thomas, für die sie 2022 erstmals den Deutschen Filmpreis gewann. In der 2022 erschienenen achtteiligen Netflix-Serie Kleo spielte sie in der Titelrolle eine Auftragsmörderin, die im Dienst der Staatssicherheit stand und sich nach ihrer Inhaftierung und dem Zusammenbruch der DDR auf einen Rachefeldzug begibt. Hierfür gewann sie den Deutschen Fernsehpreis 2023 für die beste Schauspielerin.

## Filmografie (Auswahl)

### Kinofilme
- 2011: Lollipop Monster
- 2011: Kriegerin
- 2011: Männerherzen … und die ganz ganz große Liebe
- 2012: Ruhm
- 2013: Puppe
- 2013: König von Deutschland
- 2013: Fack ju Göhte
- 2014: Die junge Sophie Bell
- 2015: Fack ju Göhte 2
- 2015: 4 Könige
- 2015: Heidi
- 2016: Looping
- 2016: Nirgendwo
- 2017: Fack ju Göhte 3
- 2018: Vielmachglas
- 2018: 25 km/h
- 2019: Die Goldfische
- 2019: Kidnapping Stella
- 2019: Get Lucky – Sex verändert alles
- 2019: Das perfekte Geheimnis
- 2020: Kokon
- 2020: Berlin Alexanderplatz
- 2020: Bis wir tot sind oder frei
- 2021: Lieber Thomas
- 2024: Chantal im Märchenland

Kurzfilme
- 2009: Der letzte Rest
- 2010: Orpheus
- 2011: Licht
- 2020: Paule und das Krippenspiel
- 2023: God Has Forgotten Us in the Backseat of a Locked Car During Summer

### Fernsehfilme
- 2009: Mama kommt!
- 2009: Liebe in anderen Umständen
- 2009: Polizeiruf 110: Tod im Atelier
- 2010: Polizeiruf 110: Einer von uns
- 2010: Meine Familie bringt mich um!
- 2011: Hannah Mangold & Lucy Palm
- 2013: Tatort: Puppenspieler
- 2013: Hannah Mangold & Lucy Palm – Tot im Wald
- 2013: Eine verhängnisvolle Nacht
- 2013: Die goldene Gans
- 2014: Helen Dorn – Unter Kontrolle
- 2015: Die Klasse – Berlin ’61
- 2016: Tatort: Auf einen Schlag
- 2017: Das Leben danach

### Fernsehserien
- 2010: Alpha 0.7 – Der Feind in dir (sechs Folgen)
- 2010: Die Draufgänger – Mein Land
- 2012: Kommissar Stolberg – Trance
- 2014: Der Kriminalist – Checker Kreuzkölln
- 2015: The Team (acht Folgen)
- 2022: Kleo (1. Staffel mit acht Folgen)
- 2024: Kleo (2. Staffel mit sechs Folgen)

### Synchronisation
- 2016: Jenny Slate als Gidget in Pets
- 2017: als Burgfräulein Bö in Ritter Rost 2: Das Schrottkomplott
- 2024: Die Heinzels – Neue Mützen, neue Mission

## Hörspiele
- 2013: Tamta Melaschwili: Abzählen – Bearbeitung und Regie: Elisabeth Putz (Hörspiel – NDR/ORF)
- 2014: Philip Stegers: Die Siedlung – Regie: Benjamin Quabeck (Kriminalhörspiel – WDR)[13]
- 2024: Irmgard Keun, Bearbeitung: Regine Ahrem: Das kunstseidene Mädchen. (Hörspiel – rbb)[14]
- 2025: Pippi außer Rand und Band[15]

## Auszeichnungen
- 2011: Bayerischer Filmpreis als Beste Nachwuchsdarstellerin (Kriegerin und Lollipop Monster)
- 2013: Günter-Strack-Fernsehpreis als Beste Schauspielerin (Tatort: Puppenspieler)
- 2014: Askania Award (Shooting-Star-Award)
- 2022: Deutscher Filmpreis als Beste weibliche Nebenrolle (Lieber Thomas)
- 2023: Romy in der Kategorie Beliebteste Schauspielerin Serie/Reihe[16]
- 2023: Grimme-Preis für Kleo
- 2023: Deutscher Fernsehpreis als Beste Schauspielerin (Kleo)
- 2023: Deutscher Schauspielpreis zusammen mit Dimitrij Schaad für bestes Duo in Kleo[17]
- 2024: Bambi in der Kategorie Schauspielerin national[18]
- 2025: Bayerischer Filmpreis 2024 in der Kategorie Beste Darstellerin für Chantal im Märchenland